# Слободская улица (Казань)
Слободская улица (тат. Бистә урамы, Bistä uramı) — улица в историческом районе Ягодная слобода Кировского района Казани.

## География
Начинаясь в квартале, ограниченном улицами Алафузова, Краснококшайская, Энгельса и Гладилова, пересекает улицы Алафузова, Поперечно-Базарная и заканчивается пересечением с улицей Лукницкого.

## История
Улица возникла под названием Большая Песочная (Большая Песчаная) улица не позднее последней четверти XIX века в северной части Ягодной слободы и административно относилась к 6-й части города. Переименована протоколом комиссии Казгорсовета б/н от 2 ноября 1927 года.
На 1939 год на улице имелось около 40 домовладений: № 1-13/3,17-25/4 по нечётной стороне и № 2-48/6 по чётной. Улица начала застраиваться многоэтажными жилыми домами с начала 1960-х годов.
В конце 1990-х — начале 2000-х годов значительная часть старой, преимущественно деревянной застройки была снесена в рамках программы ликвидации ветхого жилья.
В первые годы советской власти административно относилась к 6-й части города; после введения в городе административных районов относилась к Заречному (с 1931 года Пролетарскому, с 1935 года Кировскому) району.

## Примечательные объекты
- № 23/3 — жилой дом завода п/я 673.[18]
- № 25 (снесён) — в этом здании с 1930-х годов располагалась детская поликлиника № 4.[19][20]

В одном из домов улицы (дом Тамбова, номер неизвестен) до революции располагался мектеб, единственный в Ягодной слободе.

## Транспорт
Общественный транспорт по улице не ходит; ближайшие остановки общественного транспорта — «1 Мая», «Льнокомбинат» (автобус, улица Гладилова), «Поперечно-Базарная» (автобус, троллейбус, Краснококшайская улица), «Мулланура Вахитова» (трамвай, улица Большая Крыловка).